# خورخي إلويكا
خورخي إلويكا (بالإسبانية: Jorge Illueca) رئيس سابق لجمهورية بنما في عام 1984، ولد في مدينة بنما في 17 سبتمبر1918. ودرس القانون في جامعة بنما وهارفارد وشيكاغو. وحصل على الدكتوراه عام 1955. وأصبح واحدا من أهم المحامين في بلده. واشتغل بالتدريس في جامعة بنما. وفي السبعينات بدأ العمل كدبلوماسي فشغل منصب سفير بنما إلى الأمم المتحدة من عام 1976 حتى 1981، ووزيرا للخارجية من 1981 حتى 1983. وفي عام 1982 انتخب نائبا لرئيس الجمهورية، وشغل منصب الرئيس عدة أشهر في عام 1984 بعد استقالة الرئيس إلى حين إجراء الانتخابات. كما شغل أيضا منصب رئيس الجمعية العامة للأمم المتحدة من 1983 إلى 1984، وكان عضوا في محكمة التحكيم الدائمة في لاهاي. وتوفي في مايو 2012.

## روابط خارجية
- خورخي إلويكا على موقع مونزينجر (الألمانية)